# San Diego 1904 FC
El San Diego 1904 FC fue un club de fútbol con base en San Diego, California, Estados Unidos. Fue fundado en 2016 y jugaba en la National Independent Soccer Association (NISA).

## Historia
El nombre del club 1904 fue sugerido por un fanático, y es por el orden de las letras S y D, la decimonovena y cuarta letra del alfabeto.
Entre los fundadores del club se encuentran los jugadores Demba Ba y Eden Hazard.
Originalmente, el equipo competiría en la North American Soccer League para el 2018, sin embargo esta competición fue cancelada. San Diego 104 intentó llegar a un acuerdo con la United Soccer League para 2019, pero no llegó a cabo. El 6 de septiembre de 2018 la National Independent Soccer Association (NISA) confirmó la participación del equipo para su temporada inaugural.
El 29 de agosto de 2019, Alexandre Gontran fue nombrado el primer entrenador del club.
Jugó su primer partido oficial el 7 de septiembre ante Los Angeles Force por la NISA. Terminó tercera en su grupo oeste en su primera temporada.
El club desaparece en 2021 luego de fusionarse con el Albion SC Pros para crear al Albion San Diego.

## Estadio
El club planea construir un estadio de fútbol en Oceanside, a 60 km del norte de San Diego.
El club espera jugar sus encuentros de local en el SDCCU Stadium para su primera temporada.